# Tatra 700
La Tatra 700, prodotta dal 1996 al 1999, fu l'ultimo modello di autovettura realizzato dalla Tatra.

## Storia
Nel 1996 era ancora presente nel listino Tatra il vecchio modello 613, commercializzata a partire dal 1974 sulla base di un progetto Vignale e aggiornata fino al 1996. Si trattava di un modello usato principalmente per servizi di rappresentanza e politici, visto anche l'impiego di motori V8 da 3,5 litri, decisamente fuori mercato. All'inizio del 1995 avviene l'impostazione tecnica del modello 700, basato sia nella linea che nel motore proprio sulla 613 versione 5 (T613-5) aggiornata da Václav Král.
La Tatra 700, commercializzata dopo appena 12 mesi dall'impostazione, fu effettivamente realizzata a tempo di record dopo i primi schizzi di Geoff Wardle, incaricato di proporre un design più moderno e ricercato. La crisi attraversata dalla Tatra non consentì però di investire concretamente nel nuovo modello, riproponendo i limiti, l'obsolescenza e i problemi tecnici già presenti sulla T613.
La nuova autovettura viene presentata a Praga nell'aprile del 1996, equipaggiata con il V8 raffreddato ad aria da 200 cv 3.5L direttamente derivato dalla T613, sia nell'architettura che nel posizionamento posteriore direttamente sull'asse. Rispetto al modello precedente, la T700 era però gravata da un incremento di peso prossimo ai 90 kg, tanto da portare il team guidato dal progettista Karel Bordovsky a prevedere l'introduzione di propulsori V8 potenziati. A partire dal modello da 4.360 cm³ e da 234 CV fino al 4.589 cm³ "GT" da 430 CV.
In entrambi i casi, pur non intervenendo mai a livello estetico sulla scocca, il motore introduceva elementi particolari quali albero motore forgiato, pistoni leggeri e nuova centralina. Si trattava comunque di modifiche utili a rendere l'auto ancora più sportiva e distante dal pubblico. Al punto che la GT fu prodotta in soli due esemplari, di cui uno andato distrutto nel 1998 in un incidente stradale e uno, in versione coupé attualmente conservato presso il Museo Tatra di Kopřivnice.

## Motorizzazioni
| Modello   | Disponibilità       | Motore  | Cilindrata (cm³) | Potenza         | Coppia Massima (Nm) | Emissioni CO2 (g/km) | 0–100 km/h (secondi) | Velocità max (km/h) | Consumo medio (km/l) |
| V8 3.5i   | dal debutto al 1999 | Benzina | 3495             | 147 kW (200 CV) | 300                 | n.d                  | 10.8                 | 230                 | 12.5                 |
| V8 4.4i   | dal debutto al 1999 | Benzina | 4360             | 172 kW (234 CV) | 380                 | n.d                  | 7.5                  | 250                 | n.d                  |
| V8 4.6 GT | dal debutto al 1997 | Benzina | 4590             | 305 kW (430 CV) | 490                 | n.d                  | 5                    | 316                 | n.d                  |

## Esemplari venduti
- Repubblica Ceca: 47
- Slovacchia: 15
- Germania: 7
- Russia: 2
- Paesi Bassi: 1

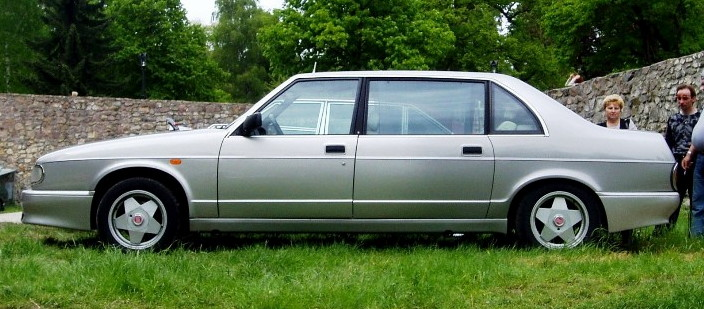
Vista laterale
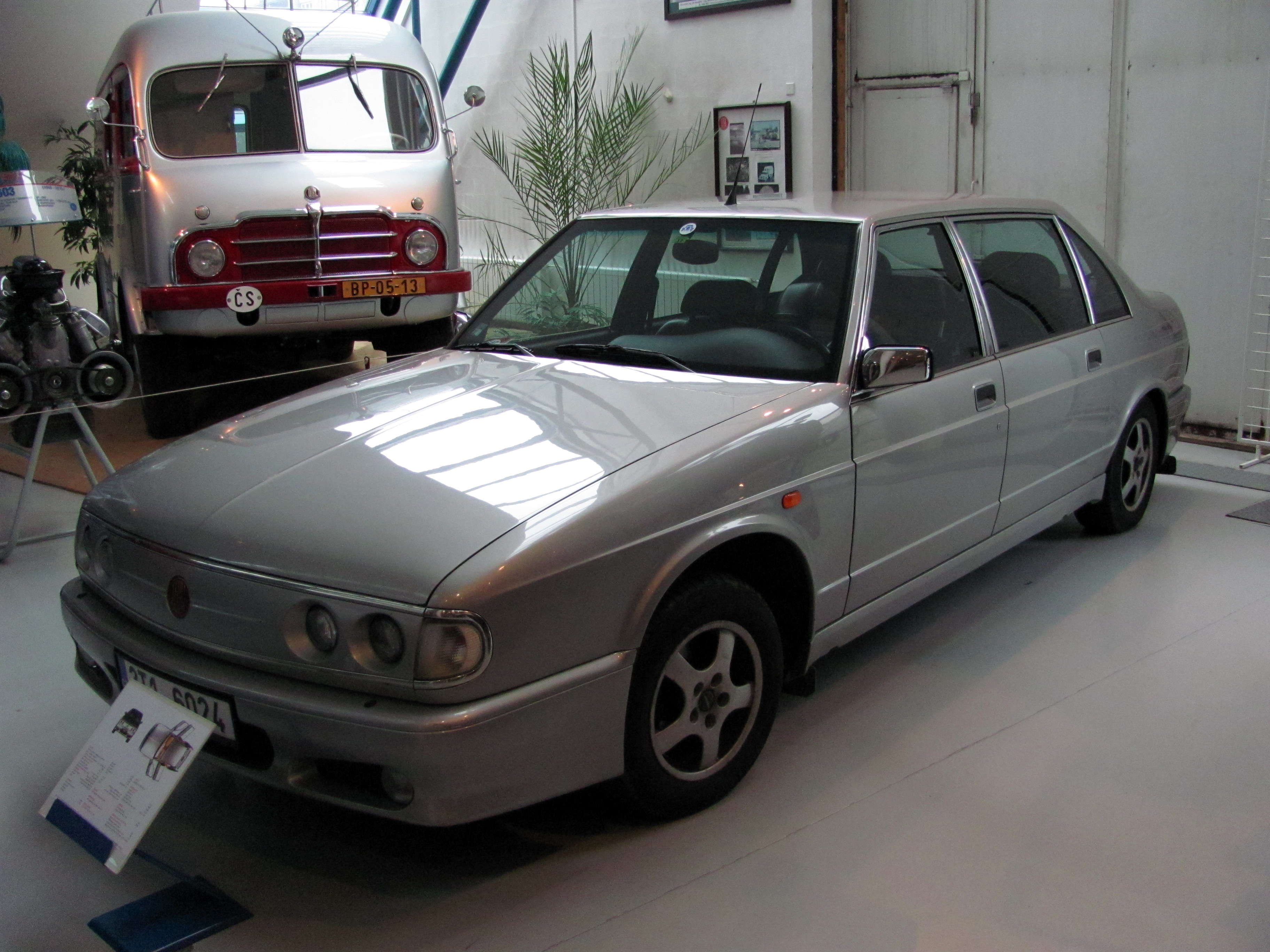
Uno degli ultimi esemplari conservati nel museo della Tatra a Koprivnice
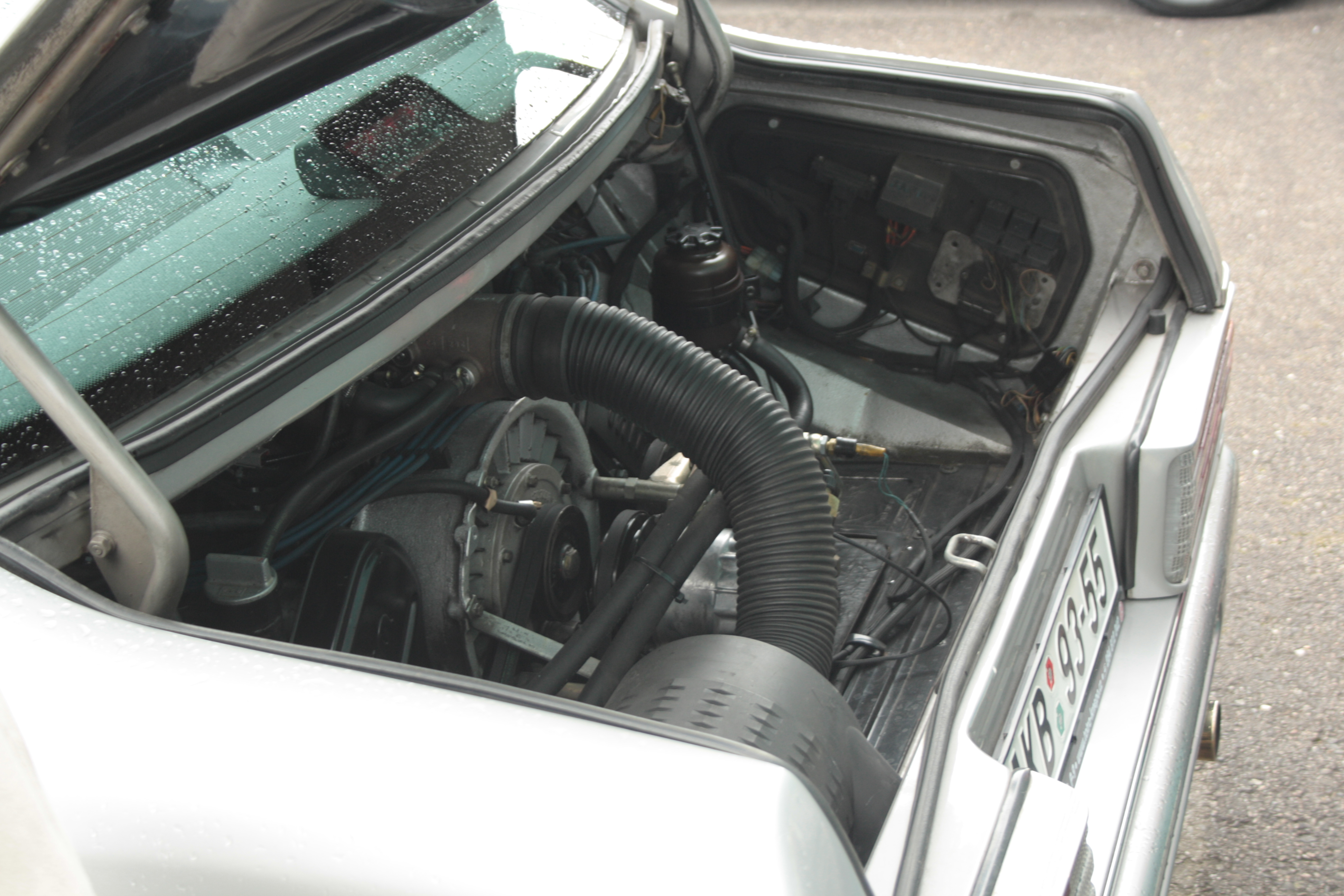
Motore V8 Tatra